# ليو فرانك
ليو فرانك (بالإنجليزية: Leo Frank)‏ (و. 1884 – 1915 م) هو رائد أعمال أمريكي، ولد في كورو، توفي في ماريتا، عن عمر يناهز 31 عاماً.

## التعليم
تعلم في جامعة كورنيل، وكلية الهندسة في جامعة كورنويل.